# Novitsjok
Novitsjok (Russisch новичок, "nieuwkomer") is een groep van sterke zenuwgiffen van de vierde generatie die worden ingezet als chemisch wapen. De stoffen zijn vanaf de jaren zeventig in de Sovjet-Unie ontwikkeld onder de projectnaam Foliant. Het onderzoek werd uitgevoerd door het Wetenschappelijk Staatsinstituut voor Organische Chemie en Technologie (GosNIIOKhT) in Moskou en werd door Rusland voortgezet tot ten minste in de jaren negentig. 
Het project had als doel nieuwe zenuwagentia te ontwikkelen. Deze middelen moesten aan de volgende eisen voldoen:
- niet te detecteren zijn met de standaard chemische detectie-uitrusting van de NAVO uit de jaren zeventig en tachtig;
- militaire chemisch beschermende kleding kunnen passeren;
- niet te neutraliseren zijn met een antigif als atropine ;
- veiliger te hanteren zijn voor de aanvallende partij dan gebruikelijke middelen;
- geschikt zijn om de lijst van verboden grondstoffen van het Verdrag chemische wapens te omzeilen.

Met de ontwikkelde stoffen kon men de detectieprocedures van de Organisatie voor het Verbod op Chemische Wapens, buitenlandse geheime diensten en forensische experts omzeilen. De productie kan worden gecamoufleerd als productie van organische fosforverbindingen voor landbouw of ander civiel gebruik.
De letale-dosismediaan (LD50) van novitsjok bij huidcontact is ongeveer een milligram, waarmee het een van de sterkste neurotoxines is. Het gaat hier deels om binaire strijdmiddelen, die bestaan uit twee relatief ongevaarlijke componenten die pas vlak voor de inzet worden samengevoegd en dan reageren tot het eigenlijke gif. Het programma was geheim totdat in 1991 het bestaan ervan werd onthuld door chemicus Vil Mirsajanov, die lange tijd aan het Foliant-project had gewerkt.
De verschillende strijdmiddelen zijn bekend onder een eigen codering of naam, waarbij novitjsok in enige zin verwijst naar de binaire varianten binnen de novitsjok-groep. Over de chemische structuur bestond in wetenschappelijke publicaties lange tijd onduidelijkheid. Men accepteert nu overwegend de in 2007 door Mirsajanov voorgestelde structuren.
In brede zin worden ook talrijke andere sterk giftige in Rusland ontwikkelde varianten met novitsjok aangeduid. De stoffen hebben gemeen dat zij de acetylcholinesterase remmen en daardoor in het lichaam spiercontracties veroorzaken. 
Novitsjok is niet onder oorlogsomstandigheden ingezet, maar is wel gebruikt voor aanslagen op het leven van Russische dissidenten. Zo werd novitsjok volgens westerse bronnen in maart 2018 gebruikt voor de vergiftiging van Sergej en Joelia Skripal, alsook in augustus 2020 bij de vergiftiging van Aleksej Navalny, die in februari 2024 alsnog onder verdachte omstandigheden overleed in een Russisch strafkamp IK-3 in Charp.

## Lijst van novitsjok-strijdmiddelen
- A-230
- A-232
- A-234
- A-242
- C01-A035
- C01-A039
- C01-A042
- Novitsjok-5
- Novitsjok-7
- VR (substantie-33)